# Santorini: Nea Kai Palia Kameni - Profitis Ilias
Santorini: Nea Kai Palia Kameni - Profitis Ilias este o arie protejată (arie specială de conservare — SAC, sit de importanță comunitară — SCI) din Grecia întinsă pe o suprafață de 1.219,44 ha, integral pe uscat.

## Localizare
Centrul sitului Santorini: Nea Kai Palia Kameni - Profitis Ilias este situat la coordonatele 36°22′08″N 25°27′44″E / 36.368873°N 25.462114°E.

## Înființare
Situl Santorini: Nea Kai Palia Kameni - Profitis Ilias a fost declarat sit de importanță comunitară în aprilie 1997 pentru a proteja 1 specie de animale. Situl a fost protejat și ca arie specială de conservare în martie 2011.

## Biodiversitate
Situată în ecoregiunea mediteraneană, aria protejată conține 12 habitate naturale: Recifuri, Faleze cu vegetație de Limonium spp. endemic de pe coastele mediteraneene, Dune cu vegetație ierboasă Malcolmietalia, Râuri mediteraneene cu debit intermitent, cu specii de Paspalo-Agrostidion, Tufărișuri termo-mediteraneene și de pre-deșert, Sarcopoterium spinosum phryganas, Pseudostepă cu ierburi și specii anuale de Thero-Brachypodietea, Grohotișuri est-mediteraneene, Pante stâncoase calcaroase cu vegetație casmofită, Peșteri inaccesibile publicului, Câmpuri de lavă și excavații naturale, Păduri de Olea și Ceratonia.
La baza desemnării sitului se află o specie protejată de  reptile: elaphe situla (Zamenis situla)
Pe lângă speciile protejate, pe teritoriul sitului au mai fost identificate 12 specii de plante, 3 specii de mamifere, 1 specie de nevertebrate, 4 specii de reptile.